# Bryostroma guttulatum
Bryostroma guttulatum är en svampart som beskrevs av Döbbeler & Poelt 1978. Bryostroma guttulatum ingår i släktet Bryostroma, klassen Dothideomycetes, divisionen sporsäcksvampar och riket svampar.   Inga underarter finns listade i Catalogue of Life.